# Dongfanghong (sockenhuvudort i Kina, Heilongjiang Sheng, lat 47,32, long 130,34)
Dongfanghong (kinesiska: 东方红, 东方红乡) är en sockenhuvudort i Kina. Den ligger i provinsen Heilongjiang, i den nordöstra delen av landet, omkring 330 kilometer nordost om provinshuvudstaden Harbin. Antalet invånare är 14 603. Befolkningen består av 7 381 kvinnor och 7 222 män. Barn under 15 år utgör 12,0 %, vuxna 15-64 år 78 %, och äldre över 65 år 8,0 %.
Runt Dongfanghong är det ganska tätbefolkat, med 155 invånare per kvadratkilometer. Närmaste större samhälle är Hegang, 4,4 km nordväst om Dongfanghong. Trakten runt Dongfanghong består till största delen av jordbruksmark.
Genomsnittlig årsnederbörd är 907 millimeter. Den regnigaste månaden är juli, med i genomsnitt 212 mm nederbörd, och den torraste är januari, med 11 mm nederbörd.